# Integralele Wallis
În matematică, și mai precis în analiză, integralele Wallis sunt o familie de integrale introduse de John Wallis.

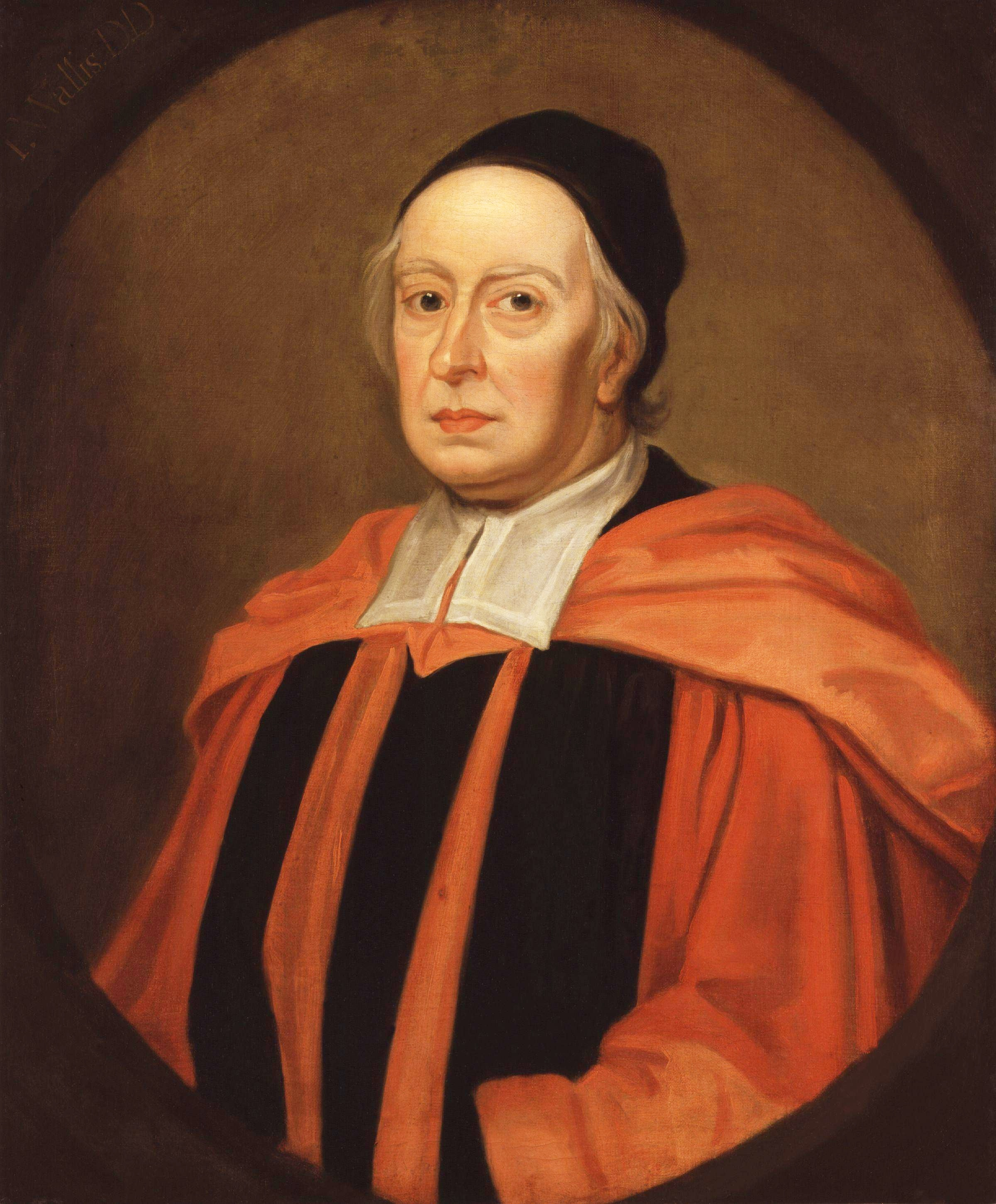
Portretul lui Wallis, datat cu anul 1701

## Definiție
Integralele Wallis {\displaystyle (W_{n})_{\,n\,\in \,\mathbb {N} \,}} sunt definite de șirurile:
{\displaystyle W_{n}=\int _{0}^{\frac {\pi }{2}}\sin ^{n}x\,dx,}
sau, echivalent (făcând substituția: {\displaystyle x={\frac {\pi }{2}}-t}):
{\displaystyle W_{n}=\int _{0}^{\frac {\pi }{2}}\cos ^{n}x\,dx}

## Cazuri particulare
In particular, câțva termeni sunt în tabelul:
| {\displaystyle W_{0}}             | {\displaystyle W_{1}} | {\displaystyle W_{2}}             | {\displaystyle W_{3}}          | {\displaystyle W_{4}}               | {\displaystyle W_{5}}           | {\displaystyle W_{6}}               | {\displaystyle W_{7}}            | {\displaystyle W_{8}}                 | ... |
| {\displaystyle {\frac {\pi }{2}}} | {\displaystyle 1}     | {\displaystyle {\frac {\pi }{4}}} | {\displaystyle {\frac {2}{3}}} | {\displaystyle {\frac {3\pi }{16}}} | {\displaystyle {\frac {8}{15}}} | {\displaystyle {\frac {5\pi }{32}}} | {\displaystyle {\frac {16}{35}}} | {\displaystyle {\frac {35\pi }{256}}} | ... |

## Legătura cu funcțiile beta și gamma
Integralele Wallis: {\displaystyle W_{n}=\int _{0}^{\frac {\pi }{2}}\sin ^{n}\theta d\theta =\int _{0}^{\frac {\pi }{2}}\cos ^{n}\theta d\theta }
pot fi calculate cu ajutorul funcțiilor beta și gamma. Conform relației {\displaystyle \mathrm {B} (x,y)=\mathrm {B} (y,x)}, avem:
{\displaystyle W_{n}={\frac {1}{2}}B\left({\frac {n+1}{2}},{\frac {1}{2}}\right)}
și avem două cazuri, pentru {\displaystyle n=2p+1} și {\displaystyle n=2p}. Pentru aceste valori ale lui {\displaystyle n} avem:
{\displaystyle W_{2p+1}={\frac {1}{2}}B\left(p+1,{\frac {1}{2}}\right)={\frac {\Gamma (p+1)\Gamma ({\frac {1}{2}})}{2\Gamma (p+{\frac {3}{2}})}}={\frac {p!\Gamma ({\frac {1}{2}})}{(2p+1)\Gamma (p+{\frac {1}{2}})}}}.
Cum însă
{\displaystyle \Gamma \left(n+{\frac {1}{2}}\right)={\frac {1\cdot 3\cdot 5\dots (2n-1)}{2^{n}}}{\sqrt {\pi }}} ,
obținem
{\displaystyle W_{2p+1}={\frac {2^{p}p!}{1\cdot 3\cdot 5\dots (2p+1)}}={\frac {4^{p}p!^{2}}{(2p+1)!}}} .
Într-un mod asemănător se calculează și
{\displaystyle W_{2p}={\frac {1}{2}}B\left(p+{\frac {1}{2}},{\frac {1}{2}}\right)={\frac {\Gamma (p+{\frac {1}{2}})\Gamma ({\frac {1}{2}})}{2\Gamma (p+1)}}}
iar în final se obține 
{\displaystyle W_{2p}={\frac {1\cdot 3\cdot 5\dots (2p-1)}{2^{p+1}p!}}\pi ={\frac {(2p)!}{4^{p}p!^{2}}}{\frac {\pi }{2}}}.
Este ușor de observat că
{\displaystyle W_{n+2}={\frac {1}{2}}B\left({\frac {n+2+1}{2}},{\frac {1}{2}}\right)={\frac {1}{2}}B\left({\frac {n+1}{2}}+1,{\frac {1}{2}}\right)={\frac {\frac {(n+1)}{2}}{{\frac {n}{2}}+1}}W_{n}=\left({\frac {n+1}{n+2}}\right)W_{n}}.
Se poate considera că
{\displaystyle W_{\alpha }={\frac {1}{2}}B\left({\frac {\alpha +1}{2}},{\frac {1}{2}}\right)}
chiar și pentru valori reale ale lui {\displaystyle \alpha } mai mari ca -1, și, ca urmare , se pot obține, folosind definiția funcției beta  , că
{\displaystyle \int _{0}^{\frac {\pi }{2}}{\frac {d\theta }{\sqrt {\sin \theta }}}=\int _{0}^{1}{\frac {2dt}{\sqrt {1-t^{4}}}}={\frac {\Gamma ^{2}({\frac {1}{4}})}{2{\sqrt {2\pi }}}}},
{\displaystyle \int _{0}^{\frac {\pi }{2}}{\sqrt {\sin \theta }}d\theta =\int _{0}^{1}{\frac {2t^{2}dt}{\sqrt {1-t^{4}}}}={\frac {(2\pi )^{\frac {3}{2}}}{\Gamma ^{2}({\frac {1}{4}})}}}.
Produsul acestor două integrale ne conduce la
{\displaystyle \int _{0}^{1}{\frac {dt}{\sqrt {1-t^{4}}}}\int _{0}^{1}{\frac {t^{2}dt}{\sqrt {1-t^{4}}}}={\frac {\pi }{4}}}